# Slavu, Prahova
Slavu este un sat în comuna Păcureți din județul Prahova, Muntenia, România.
 Acest articol despre o localitate din județul Prahova este deocamdată un ciot. Puteți ajuta Wikipedia prin completarea lui.